# Мессерер-Плісецька Рахіль Михайлівна
Рахіль Михайлівна Мессерер-Плісецька (творчий псевдонім — Ра Мессерер; 1902, Вільно — 1993, Москва) — радянська акторка німого кіно, мати балерини Майї Плісецької та балетмейстерів Олександра і Азарія Плісецьких.

## Життєпис
Рахіль Мессерер народилася 4 березня (19 лютого за старим стилем) 1902 року у Вільно, в родині зубного лікаря Менделя Берковича (Михайла Борисовича) Мессерера (1866—1942) та Сіми Мойсеївни (до шлюбу Шабад, 1870—1929), в якій, крім неї, було ще 9 дітей.. Всі діти отримали біблійні імена (Пенін, Азарій, Маттаній, Мойсей, Рахіль, Асаф, Елишева, Суламіф, Емануїл, Амінадав). У 1940 році у другому шлюбі батька народилася ще одна сестра Рахіль — Ерелла. Серед братів та сестер Рахіль надалі також прославилися Азарій, Суламіф і Асаф.
Рахіль Мессерер закінчила в 1925 році ВДІК (клас Льва Кулешова).
Ще в роки навчання Рахіль одружилася з Михайлом Еммануїловичем Плісецьким, поклавши початок театральній династії Плісецьких — Мессерер. У шлюбі народила трьох дітей: Майю (1925 - 2015), Олександра (1931) та Азарія (1937).
У перші роки радянської влади Мессерер знімалася на кіностудіях «Бухкіно» та «Зірка Сходу». Кар'єра акторки Ра Мессерер була, на жаль, швидкоплинною, бо вона присвятила себе родині та чоловікові, якого супроводжувала у відрядженнях на Шпіцберген, де він був генеральним консулом у Баренцбурзі та начальником вугільних копалень. 30 квітня 1937 року Чоловік був заарештований, а на початку березня 1938 року була заарештована й Рахіль Плісецька. Її доньку Майю, над якою нависла загроза дитячого будинку, удочерила сестра Суламіф, син Олександр оселився в родині брата Асафа.
Зі спогадів Майї Плісецької:
|  | «Характер у мами був м'який і твердий, добрий та впертий. Коли в тридцять восьмому році її заарештували й вимагали підписати, що чоловік шпигун, зрадник, диверсант, злочинець, учасник змови проти Сталіна тощо — вона навідріз відмовилася. Випадок на ті часи героїчний. Їй дали 8 років в'язниці». |

Рахіль Мессерер спочатку була поміщена до Бутирської в'язниці разом з народженою третьою дитиною, а після вироку її, як дружину ворогу народу, етапували до Акмолінського табору дружин зрадників Батьківщини. В результаті численних турбот і прохань прославлених брата й сестри — Асафа та Суламіфі Мессерер, наприкінці літа 1939 року Рахіль була переведена на вільне поселення до Чимкента. Тут Рахіль Мессерер працювала вчителькою танців в одному з клубів.
Повернутися до Москви Рахіль Мессерер вдалося лише за два місяці до початку внімецько-радянської війни в 1941 році. Після звільнення її акторська кар'єра була назавжди припинена.
Рахіль Мессерер померла в Москві в 1993 році.

## Фільмографія[5]
- 1927 — «Друга дружина» (Узбекдержкіно, режисер — М. В. Доронін)[6]
- 1928 — «Прокажена» (Узбекдержкіно)[7]
- 1928 — «Долина сліз»[8] (1-ша фабрика Держкіно, режисер — Олександр Розумний)[9]
- 1928 — «Земля кличе» («Дочка рабина», «Крик в степу», режисер — Володимир Баллюзек)[10]
- 1929 — «Сто двадцять тисяч в рік» (Межрабпомфільм)[11]
- Фільм (назва невідома) на тему французької революції. Рахіль Мессерер грала французьку квіткарку.

## Документальний фільм
У 2007 році був знятий документальний фільм про Рахіль Мессерер-Плісецьку «Зірка зі сторони», в якому використані стрічки, що збереглися в Держфільмфонді. Виробництво: ТК «Гамаюн» за замовленням телеканалу «РЕН ТВ»; режисер і автор сценарію Фірдавс Зайнутдінов, оператор Євген Кутузкін, текст читає Ірина Апексимова. Вийшов в ефір 12 вересня 2007 року на телеканалі «Культура».